# 文斯·斯佩迪亞
文斯·斯佩迪亞（英語：Vince Spadea，1974年7月19日—）是一位美國職業網球運動員。於1993年轉為職業選手。他獲得過8項賽事冠軍，其中有一項是ATP巡迴賽冠軍。單打職業生涯最高世界排名第18位。

## 外部連結
- 官方网站
- 文斯·斯佩迪亞（英文/西班牙文）的官方資料
- 文斯·斯佩迪亞的國際網球總會 職業／青少年 官方資料（英文）
- 文斯·斯佩迪亞的官方資料（英文）